# His Story
«His Story» es una canción de TLC, lanzada como la octava pista de su álbum debut Ooooooohhh... On the TLC Tip (1992). Trata acerca de la sociedad creyéndole testimonios al hombre por sobre la mujer, principalmente, las alegaciones de abuso sexual por Tawana Brawley en 1987, cuando tenía quince años. Ninguno de los seis hombres acusados fue procesado.
La grabación de la canción se realizó en Doppler Studios Studio LaCoCo Bosstown Recording Studios de Atlanta y House of Hits de Nueva York.
La canción incluye samples de otras canciones como "The Jam" de Graham Central Station y "The Humpty Dance" de Digital Underground. 

## Personal
- Dallas Austin - composición, mezcla, arreglos
- Lisa "Left Eye" Lopes - composición
- Dave Way - mezcla
- Rick Sheppard - sampleado, programación
- TLC - voces principales, voces de fondo
- Debra Killings - voz de fondo